# 普萊森頓 (新墨西哥州)
普萊森頓（英語：Pleasanton）是位於美國新墨西哥州卡特倫縣的普查規定居民點。

## 人口
根據2020年美國人口普查的數據，普萊森頓的面積為4.09平方千米，當中陸地面積為3.94平方千米，而水域面積為0.14平方千米。當地共有人口97人，而人口密度為每平方千米23.72人。